# Kremlin Cup 2019 - Doppio femminile
Alexandra Panova e Laura Siegemund erano le detentrici del titolo, ma Panova ha deciso di non prendere parte a questa edizione del torneo, mentre Siegemund ha preso parte al concomitante torneo di Lussemburgo.
In finale Shūko Aoyama e Ena Shibahara hanno sconfitto Kirsten Flipkens e Bethanie Mattek-Sands con il punteggio di 6-2, 6-1.

## Teste di serie
1. Tímea Babos /  Kristina Mladenovic (semifinale)
2. Gabriela Dabrowski /  Kateřina Siniaková (semifinale)

1. Kirsten Flipkens /  Bethanie Mattek-Sands (finale)
2. Darija Jurak /  Alicja Rosolska (quarti di finale)

## Wildcard
1. Alina Čaraeva /  Sof'ja Lansere (primo turno)

## Tabellone

### Legenda
| - Q = Qualificato - WC = Wild card - LL = Lucky loser | - ALT = Alternate - SE = Special Exempt - PR = Protected Ranking | - w/o = Walkover - r = Ritirato - d = Squalificato |

|  | Primo turno               | Primo turno                  | Primo turno                  | Primo turno | Primo turno |  |  | Quarti di finale | Quarti di finale          | Quarti di finale          | Quarti di finale          | Quarti di finale          |   |   | Semifinali | Semifinali                | Semifinali                | Semifinali           | Semifinali           |   |   | Finale | Finale | Finale | Finale | Finale |  |
|  |                           |                              |                              |             |             |  |  |                  |                           |                           |                           |                           |   |   |            |                           |                           |                      |                      |   |   |        |        |        |        |        |  |
|  | 1                         | T Babos K Mladenovic         | T Babos K Mladenovic         | 7           | 6           |  |  |                  |                           |                           |                           |                           |   |   |            |                           |                           |                      |                      |   |   |        |        |        |        |        |  |
|  |                           | V Heisen Y-c Hsieh           | V Heisen Y-c Hsieh           | 5           | 1           |  |  | 1                | T Babos K Mladenovic      | T Babos K Mladenovic      | 6                         | 7                         |   |   |            |                           |                           |                      |                      |   |   |        |        |        |        |        |  |
|  | N Kichenok R Olaru        | N Kichenok R Olaru           | N Kichenok R Olaru           | 6           | 7           |  |  |                  | N Kičenok R Olaru         | N Kičenok R Olaru         | 3                         | 68                        |   |   |            |                           |                           |                      |                      |   |   |        |        |        |        |        |  |
|  | V D'jačenko L Kičenok     | V D'jačenko L Kičenok        | V D'jačenko L Kičenok        | 2           | 5           |  |  |                  |                           |                           |                           |                           |   |   | 1          | T Babos K Mladenovic      | T Babos K Mladenovic      | 4                    | 5                    |   |   |        |        |        |        |        |  |
|  | 3                         | K Flipkens B Mattek-Sands    | 65                           | 6           | [10]        |  |  |                  |                           | 3                         | K Flipkens B Mattek-Sands | K Flipkens B Mattek-Sands | 6 | 7 |            |                           |                           |                      |                      |   |   |        |        |        |        |        |  |
|  |                           | O Danilović A Tomljanović    | 7                            | 0           | [6]         |  |  | 3                | K Flipkens B Mattek-Sands | K Flipkens B Mattek-Sands | 6                         | 6                         |   |   |            |                           |                           |                      |                      |   |   |        |        |        |        |        |  |
|  | V Kudermetova K Srebotnik | V Kudermetova K Srebotnik    | V Kudermetova K Srebotnik    | 7           | 6           |  |  |                  | V Kudermetova K Srebotnik | V Kudermetova K Srebotnik | 1                         | 2                         |   |   |            |                           |                           |                      |                      |   |   |        |        |        |        |        |  |
|  | E Aleksandrova A Sasnovič | E Aleksandrova A Sasnovič    | E Aleksandrova A Sasnovič    | 64          | 3           |  |  |                  |                           |                           |                           |                           |   |   | 3          | K Flipkens B Mattek-Sands | K Flipkens B Mattek-Sands | 2                    | 1                    |   |   |        |        |        |        |        |  |
|  |                           | S Aoyama E Shibahara         | S Aoyama E Shibahara         | 6           | 6           |  |  |                  |                           |                           |                           |                           |   |   |            |                           |                           | S Aoyama E Shibahara | S Aoyama E Shibahara | 6 | 6 |        |        |        |        |        |  |
|  | WC                        | A Čaraeva S Lansere          | A Čaraeva S Lansere          | 1           | 3           |  |  |                  | S Aoyama E Shibahara      | 6                         | 64                        | [10]                      |   |   |            |                           |                           |                      |                      |   |   |        |        |        |        |        |  |
|  |                           | O Kalašnikova N Vichljanceva | O Kalašnikova N Vichljanceva | 4           | 3           |  |  | 4                | D Jurak A Rosolska        | 2                         | 7                         | [5]                       |   |   |            |                           |                           |                      |                      |   |   |        |        |        |        |        |  |
|  | 4                         | D Jurak A Rosolska           | D Jurak A Rosolska           | 6           | 6           |  |  |                  |                           |                           |                           |                           |   |   |            | S Aoyama E Shibahara      | S Aoyama E Shibahara      | 7                    | 6                    |   |   |        |        |        |        |        |  |
|  | A Kalinskaja J Putinceva  | A Kalinskaja J Putinceva     | A Kalinskaja J Putinceva     | 6           | 6           |  |  |                  |                           | 2                         | G Dabrowski K Siniaková   | G Dabrowski K Siniaková   | 5 | 1 |            |                           |                           |                      |                      |   |   |        |        |        |        |        |  |
|  | N Geuer E Lechemia        | N Geuer E Lechemia           | N Geuer E Lechemia           | 1           | 3           |  |  |                  | A Kalinskaja J Putinceva  | A Kalinskaja J Putinceva  | 3                         | 1                         |   |   |            |                           |                           |                      |                      |   |   |        |        |        |        |        |  |
|  |                           | N Dzalamidze L Marozava      | 6                            | 3           | [6]         |  |  | 2                | G Dabrowski K Siniaková   | G Dabrowski K Siniaková   | 6                         | 6                         |   |   |            |                           |                           |                      |                      |   |   |        |        |        |        |        |  |
|  | 2                         | G Dabrowski K Siniaková      | 3                            | 6           | [10]        |  |  |                  |                           |                           |                           |                           |   |   |            |                           |                           |                      |                      |   |   |        |        |        |        |        |  |